# Manfred Pieske

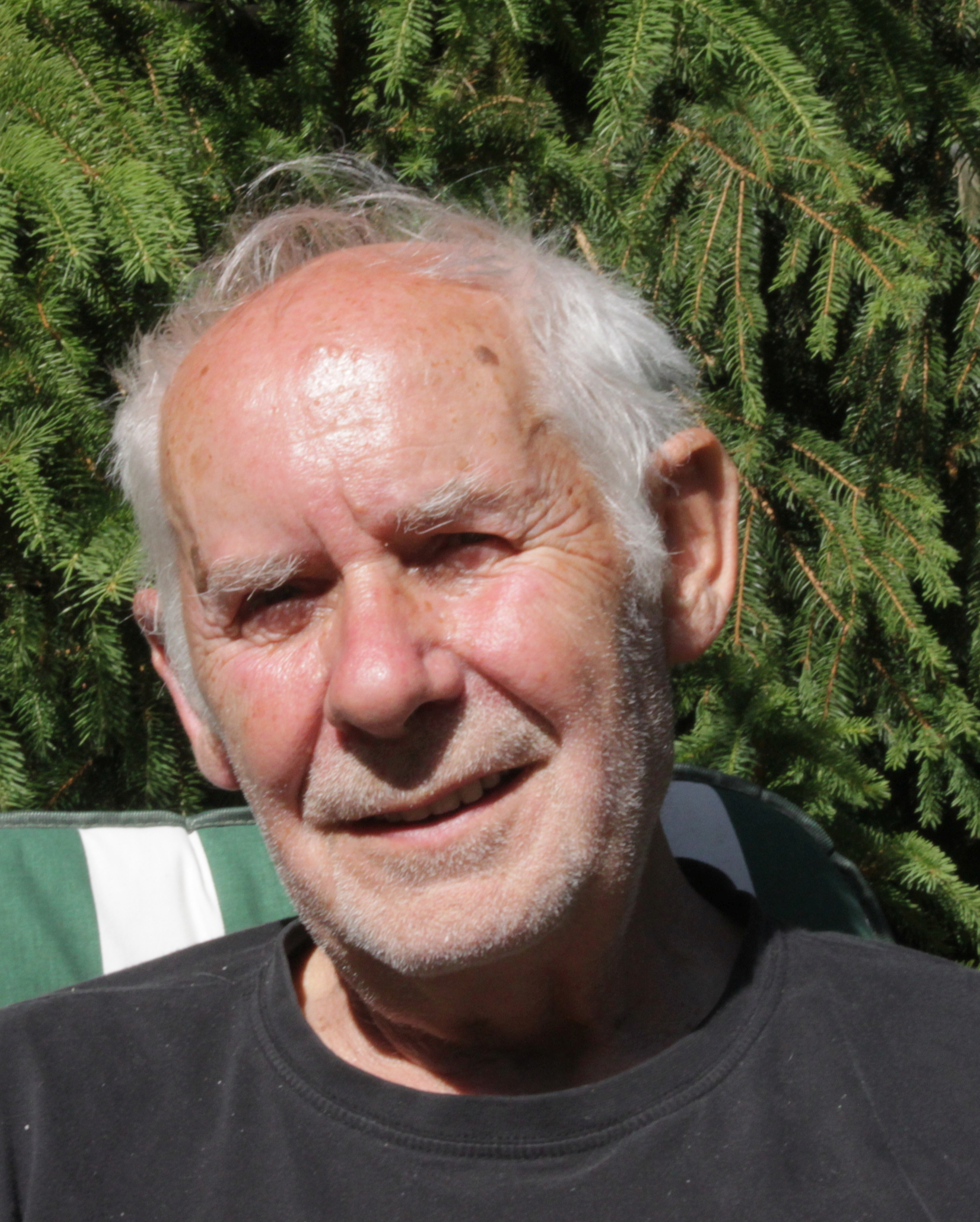
Manfred Pieske (2015)

Manfred Pieske (* 2. August 1937 in Bernau; † 17. Mai 2025 in Stahnsdorf) war ein deutscher Kulturwissenschaftler, Lektor, Schriftsteller, Heimatforscher, Verleger und Journalist.

## Leben
Manfred Pieske war der Sohn des Maschinenbauers Bruno Pieske und der Bäuerin Frieda Lieske. In Bernau geboren, wurde Pieske infolge des Zweiten Weltkrieges zu seinen Großeltern auf deren Bauerngut in Karolina, Landkreis Netzekreis, Grenzmark Posen-Westpreußen geschickt. Dort wurde Pieske gemeinsam mit polnischen Schülern eingeschult.
Auf der Flucht vor der Roten Armee verschlug es die Familie zunächst nach Dresden, dann ins Vogtland und später nach Berlin. Mit zehn Jahren reifte in ihm der Wunsch, Schriftsteller zu werden.
In Berlin absolvierte Pieske eine Lehre als Buchhändler und arbeitete in den renommierten Buchhandlungen Das Gute Buch am Berliner Alexanderplatz und in der Karl-Marx-Buchhandlung in der Berliner Stalinallee.
1968 begann Pieske an der Humboldt-Universität zu Berlin ein Studium der Kulturwissenschaft, welches er 1973 mit einem Diplom und der Note summa cum laude abschloss. Ein Angebot zur Promotion, verbunden mit einer universitären Karriere lehnte er ab. Pieske volontierte beim Berliner Verlag Volk und Welt.
Fortan arbeitete er auf verschiedenen Gebieten der Verlagswerbung und des Buchvertriebs, bevor er 1975 beim  Rostocker Hinstorff Verlag als Autor mit seiner Erzählung „Luftschlösser“ debütierte. Danach entstanden Romane, Künstlergeschichten, Märchen. Einige von Pieskes literarischen Werken erreichten in der DDR mehrere Auflagen und wurden teilweise verfilmt, so sein erster Roman Schnauzer von Maxim Dessau.
Einher ging seit 1980  beim Mitteldeutschen Verlag (mdv) mit Sitz in Halle und Leipzig neben der eigenen schriftstellerischen Arbeit die Tätigkeit als Lektor. Dort betreute er Autoren wie Michael Franz, Peter Goslicki, Eckard Krumbholz, Karl Mundstock, Friedemann Schreiter, Peter Troche und Nachwuchstalente neben der eigenen schriftstellerischen Arbeit die Tätigkeit als Lektor.
Im Zuge der Wende verlor Pieske seine Anstellung im mdv, wurde aber unmittelbar darauf vom Harenberg Verlag in Dortmund beauftragt, einen 630 Seiten starken Berlin-Führer im Taschenformat zu verfassen.
In dieser Zeit trat die Stadt Teltow an Pieske mit der Bitte heran, das kommunale, an das Amtsblatt der Stadt Teltow gebundene Periodikum Teltower Stadt-Blatt journalistisch zu betreuen. Unstimmigkeiten mit der Teltower Verwaltungsspitze führten 1993 dazu, dass Pieske den Teltower Stadt-Blatt Verlag gründete und die Zeitung in eigener Regie als Verleger und Journalist privat weiterführte. Das eigenständige und auflagengeprüfte Anzeigenblatt RegionalRundschau, das Pieske 1993 neben dem Teltower Stadt-Blatt ins Leben lief, erscheint heute im südlichen Umland von Berlin mit einer zweiwöchentlichen Druckauflage von 70.000 Stück.
Pieske leitete den Verlag sieben Jahre. 1991 erwarb Pieske für den Verlag den Stahnsdorfer Ortsanzeiger und im Jahre 2000 die Kleinmachnower Zeitung. Zusammen mit dem Teltower Stadt-Blatt wurden alle drei Organe im November 2011 zum lokal.report zusammengefasst. Im Jahre 2000 verkaufte Pieske den Verlag an den Unternehmer Andreas Gröschl, schrieb aber als freier Mitarbeiter weiterhin für das Teltower Stadtblatt.
Pieske wohnte in Stahnsdorf, war verheiratet mit Brigitta Pieske und hatte zwei Töchter.

## Schriften
- Luftschlösser. Erzählungen. Hinstorff Verlag, Rostock 1975.
- Biene zur Sonne. Erzählungen. Hinstorff Verlag, Rostock 1976.
- Schnauzer. Roman. Hinstorff Verlag, Rostock 1980.
- Vom viel zu kleinen Glückspfennig. Märchen für Erwachsene. Greifenverlag, Rudolstadt 1981.
- Orpheus in Bärnau. Drei Künstlergeschichten. Hinstorff Verlag, Rostock 1983.
- Der Frühling beginnt am Abend. Erzählungen. Mitteldeutscher Verlag, Halle (Saale) / Leipzig. 1985.
- Traumfrau. Roman. Mitteldeutscher Verlag, Halle (Saale) / Leipzig. 1988, ISBN 3-354-00160-7.
- City Guide Berlin. Harenberg Verlag, Dortmund 1991, ISBN 3-611-00201-1.
- Messalina. Ein Sittenroman aus dem Alten Rom, Morgenbuch Verlag, Berlin 1991, ISBN 3-371-00332-9.
- Stadtbilder aus Teltow. Stadt-Bild-Verlag, Leipzig 1994, ISBN 3-928741-87-X.
- Teltow. (= Märkische Landschaften). be.bra verlag, Berlin 1999, ISBN 3-930863-56-1.
- Als Teltow neu erfunden wurde. 50 merkwürdige Teltower Geschichten und ein paar kuriose Zugaben. Zenkert-Verlag, Mahlow 2013, ISBN 978-3-9815865-0-3.